# Ángel Vera Coronel
Ángel Vera Coronel (Elda, 1888 - Pedrola, província de Saragossa, 20 de juliol de 1937) va ser un polític valencià.

## Biografia
Fill d'empresaris sabaters eldencs, no va acabar el batxillerat i treballà com a administratiu en l'empresa familiar. Fundador del Comitè Republicà a Elda, membre del Partit Republicà Radical Socialista i després d'Izquierda Republicana, va ser Governador Civil de Càceres i Cadis durant els primers anys del govern de la Segona República. Va ser nomenat Governador de Saragossa després de la victòria del Front Popular en 1936, càrrec que ocupava durant el cop d'estat del 18 de juliol que va donar lloc a la Guerra Civil. Va sostenir el Govern Civil fidel a la República tot i que els aquarteraments de Saragossa es disposaven a revoltar-se. Va mantenir durant dos dies armat l'edifici governamental amb alguns lleials i, poques hores abans de ser detingut, en un intent desesperat per evitar el triomf del cop d'estat, va lliurar armament a les poques milícies disposades a combatre. Detingut pels Serveis de Vigilància del mateix Govern Civil que van acabar per adherir-se al cop, i seguint ordres dels generals Monasterio i Miguel Cabanellas Ferrer -a qui fins a aquest moment li unia amistat personal-, va estar a la presó de Torrero un any, al costat dels dirigents de la CNT i del PSOE, per ser posteriorment afusellat, si bé mai es va reconèixer el fet oficialment, atribuint-se a un intent de fugida la seva mort als voltants de Pedrola, al costat d'uns altres vint presos. El crim va ser justificat per l'oficial encarregat de l'execució com que «estan caient els d'espardenya (...) i alguna vegada han de caure els de corbata».
Va ser maçó iniciat a Alacant en la Lògia Numància nº3 del GOE, amb el nom simbòlic de Plutarco. Va fundar a Elda la Lògia Amor, de la qual fou el seu primer secretari. També va participar dels graus capitulars en el Capítol Lucentí d'Alacant.